# Ulrik Jansson
Ulrik Jansson (Växjö, 1968. február 2. –)  svéd válogatott labdarúgó.

## Pályafutása

### Klubcsapatban
1986 és 1993 között az Östers IF, 1994 és 2004 között a Helsingborgs IF játékosa volt.

### A válogatottban
1990 és 1991 között 6 alkalommal szerepelt a svéd válogatottban. Részt vett az 1990-es világbajnokságon.

## Sikerei, díjai
Helsingborg
- Svéd bajnok (1): 1999
- Svéd kupa (1): 1997–98